# The Debt (film fra 1917)
The Debt er en amerikansk stumfilm fra 1917 af Frank Powell.

## Medvirkende
- Marjorie Rambeau som Ann.
- Henry Warwick.
- T. Jerome Lawler som Moreno.
- Paul Everton som John Slater.
- Nadia Gary.